# Haags liederenhandschrift
Le Haagse liederenhandschrift, ou le chansonnier manuscrit de La Haye, ainsi appelé depuis qu'il est conservé à la Bibliothèque royale des Pays-Bas, enregistré sous le code d'identification 128 E 2, comprend une riche collection de chansons, de poèmes et d'autres textes moyen-néerlandais.

## Le chansonnier de La Haye

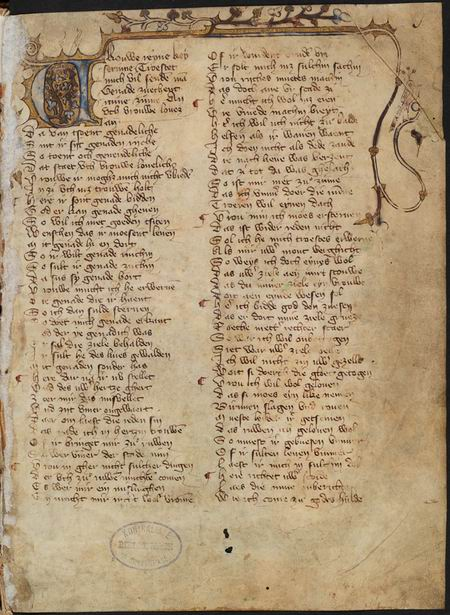
Page 001r, avec initiale enluminée, du chansonnier de La Haye (vers 1400, Gueldre ?).

Le chansonnier de La Haye ne tire pas son importance de riches enluminures, mais du grand nombre de poèmes, de chansons, de devinettes et de sproken (de courtes histoires didactiques en vers).  Le calcul du nombre exact de poèmes et de chansons dépend de l'opinion de l'érudit qui s'attache à les dénombrer car, pour certains poèmes, il n'est pas clair où ils prennent fin.  Cela signifie qu'un poème peut être présenté dans une édition moderne sous l'aspect d'un texte et dans une autre sous celui de deux textes.  Les nombres varient de 110 à plus de 150.  
Quoi qu'il en soit, le chansonnier de La Haye est une source importante pour la connaissance de la chanson moyen-néerlandaise au Moyen Âge tardif, comme par ailleurs le manuscrit de Gruuthuse, qui se trouve également dans la collection de la Bibliothèque royale.   
Pourtant, selon Van Oostrom, le chansonnier appartient plutôt au répertoire récité qu'à celui chanté : le manuscrit ne contient aucune notation musicale, et il est douteux que les poèmes aient jamais été munis d'une mélodie.  Les poèmes auraient été destinés à être récités plutôt qu'à être chantés, sans doute, plus ou moins mélodieusement.
Les nombreuses figures mythologiques et allégoriques apparaissant dans cette poésie appartiennent à un genre de poésie destinée à un cercle restreint de fins connaisseurs.  Presque toutes les chansons traitent de l'amour courtois et, presque sans exception, elles sont écrites du point de vue masculin.  Les dames chantées par les poètes du manuscrit sont belles de corps et de morale et, si on leur trouve un défaut, c'est le fait qu'elles persistent dans leur refus.  Les hommes sont des aussi courtois chevaliers : des gars qui se défendent courageusement avec l'épée et le godendac, tandis qu'ils étalent leurs compétences sociales de façon prolixe.  La perspective féminine des choses n'est abordée qu'une seule fois, lorsqu'une dame se plaint d'un amant qui l'a abandonnée parce que des médisants colportent des ragots à son sujet.  
Les chercheurs se sont longtemps interrogés sur la datation et la localisation du manuscrit.  Le codicologue Willem de Vreese propose une datation vers 1340 ; Ernst Ferdinand Kossmann, qui a publié un facsimilé en 1940, suggère l'époque de transition du XIVe au XVe siècle.  Cette datation est sans doute la plus probable.  
C'est surtout à cause de l'histoire de sa transmission que la provenance de ce manuscrit a été située dans les zones plus centrales des anciens Pays-Bas, notamment en Gueldre ou en Hollande, car on trouve, dans ce manuscrit, aussi des noms et des textes (comme Augustijnken de Dordt, Noydekin et la plainte funèbre sur la mort du comte Guillaume IV de Hollande) qui trahissent l'existence de liens culturels avec un centre nord-ouest.  La langue employée dans le manuscrit présente les caractéristiques d'un idiome hybride germano-néerlandais et semble plaider en faveur d'une origine gueldroise.  Selon Van Oostrom, le manuscrit a été compilé dans les Pays-Bas occidentaux ; l'influence de la langue allemande peut s'expliquer par les liens politico-culturels, établis sous un règne bavarois, entre la Hollande et des territoires plus orientaux.  
L'origine du manuscrit peut être retracée jusqu'au XVe siècle.  Une note du livre atteste que Jean IV de Nassau-Bréda (1410-1475) et son épouse Marie de Looz (1424-1502) figurent parmi les premiers propriétaires : « Ce livre appartient au jeune gentilhomme Jean, comte de Nassau et de Vianden, et à Marie de Looz, son épouse. »   Cette note a conduit certains chercheurs à adhérer à la suggestion de Nijland que le manuscrit aurait été commandé par Jeanne de Polanen, la mère de Jean IV de Nassau.  Les Polanen comptent parmi les plus anciennes familles nobles des anciens Pays-Bas et, après leur union avec les Duvenvoorde, aussi parmi les plus riches.  Par l'intermédiaire des comtes de Nassau et des princes d'Orange, le livre aboutit dans la bibliothèque des Orange de Frise, vendue aux enchères à La Haye en 1749.  C'est le stathouder Guillaume IV qui l'achète.  De la bibliothèque de son fils, Guillaume V, le manuscrit passe à l'actuelle Bibliothèque royale, créée en 1798, dont le noyau est constitué de la collection de livres du dernier stathouder des Provinces-Unies.

## Sources
- (nl) BOOGAART, Jacques.  « De verspreiding en invloed van de Franse polyfonie in de Nederlanden », Een muziekgeschiedenis der Nederlanden [Louis Peter Grijp (réd.)], Amsterdam University Press/ Éd. Pelckmans, 2001  (ISBN 9053564888 et 9028930000), p. 48.
- (nl) Haags liederenhandschrift (page de la présentation du chansonnier de La Haye sur le site web de la Bibliothèque royale des Pays-Bas), [en ligne], consulté le 23 juin 2013, [www.kb.nl].
- (nl) Introductie (page de la présentation du chansonnier de La Haye sur le site web de la Bibliothèque royale des Pays-Bas), [en ligne], consulté le 23 juin 2013, [www.kb.nl].
- (de) KOSSMANN, Ernst Ferdinand (réd.).  Die Haager Liederhandschrift : Faksimile des Originals mit Einleitung und Transskription. ([I]: Einleitung und Transskription. [II]: Faksimile). La Haye, Martinus Nijhoff, 1940.
- (en) SCHULDERMANN, B.  A quantitative analysis of German/Dutch language mixture in the Berlin songs mgf 922, the Gruuthuse-songs, and the Hague MS 128 E 2 (3 vol.), Göppingen, Kümmerle, 1996 (Göppinger Arbeiten zur Germanistik, no  338 I-III).
- (nl) TERVOOREN, Helmut.  « Een tweede proefvlucht naar het zwarte gat van de veertiende eeuw : De opvattingen van een germanist », De fiere nachtegaal: het Nederlandse lied in de middeleeuwen [Louis Peter Grijp et Frank Willaert (réd.)], Amsterdam University Press, 2008  (ISBN 9089640215 et 9789089640215), p. 75-90.
- (en) VAN OOSTROM, Frits Pieter.  Court and Culture: Dutch Literature, 1350-1450 [traduit du néerlandais par Arnold J. Pomerans], Berkeley et Los Angeles, Presses de l'université de Californie, 1992  (ISBN 0520067770 et 9780520067776), 1992, p. 77-125.